# Giuseppe Medici
Giuseppe Medici (né le 24 octobre 1907 à Sassuolo, dans la province de Modène, en Émilie-Romagne - mort le 21 août 2000 à Rome) est un agronome et homme politique italien.

## Biographie
Giuseppe Medici nait à Sassuolo, dans la province de Modène, fils d'Agostino Medici et Ersilia Messori. Il est le second de quatre fils. Son père, ouvrier puis maître maçon, a créé une petite entreprise de construction. En 1926, Giuseppe obtient un diplôme de géomètre à l'Istituto Guarini de Modène, et se rend ensuite à Milan poursuivre ses études à l'Istituto Superiore Agrario dont il sort diplômé en agronomie en 1929, en ayant soutenu une thèse sur « l'économie de l'irrigation dans la plaine lombarde. »

## Publications de Giuseppe Medici
- Atti del congresso internazionale per la conservazione e la distribuzione degli ortofrutticoli (2 vv.), (1963)
- Atti della conferenza nazionale per l'ortoflorofrutticoltura (7 vv.), (1966-68)
- Modelli di azienda per l'aggiornamento della nostra agricoltura (5 vv.), (1974)
- Valutazione economica nell'impiego irriguo dell'acqua (3 vv.), 1974-1975
- Proposta di modelli e di guida zonale per l'ammodernamento delle aziende (3 vv.), 1975
- La questione forestale in Italia, 1976
- Modelli di azienda a base cooperativa (6 vv.), 1977
- Corsi di aggiornamento sulla difesa antiparassitaria e il diserbo alla luce dei nuovi orientamenti di lotta guidata (3 vv.) 1978-1980
- Corso di aggiornamento sulla difesa antiparassitaria e il diserbo chimico della vite, dell'olivo, degli agrumi e delle piante orticole in serra, 1979
- Miglioramenti dei cedui italiani, 1979
- Produttività e valorizzazione dei castagneti da frutto e dei cedui di castagno, 1979
- Atti degli incontri di studio sui problemi della collina italiana, 1980
- Corso di aggiornamento sulla difesa antiparassitaria e il diserbo chimico del grano, della barbabietola, dell'olivo e dei fiori, 1980
- La valorizzazione delle risorse forestali italiane (4 vv.), 1980
- Calendari di lavoro per la barbabietola da zucchero e l'olivo, 1980
- Produzione zootecnica nazionale e industriale farmaceutica veterinaria, 1980
- Analisi dell'efficienza strutturale delle produzioni animali (2 vv.), 1983
- Le voci della collina, 1983
- Indagine sul recupero produttivo e sistemazione dei terreni marginali degradati (3 vv.), 1983-1987
- Indicazioni per l'ammodernamento dell'olivicoltura italiana, 1984
- Modalità di formazione di aziende di tipo estensivo in zone di abbandono, 1985
- Problemi e prospettive degli allevamenti in Italia, 1986
- Agricoltura e ambiente, 1987-1988
- Arboricoltura da legno in collina e in montagna, 1988
- Il sistema produttivo del latte e dei suoi derivati, 1988
- Programma di studio sull'uso dell'alcool etilico da biomassa come carburante, 1988
- Il sistema produttivo delle carni e dei prodotti carnei, 1990
- Utilizzo di biomasse vegetali per la produzione di carburante, 1993
- Le quote latte nel mondo, 1994
- Economia dell'alimentazione animale, 1997
- Inventario dell'archivio storico dell'Accademia Nazionale di Agricoltura, 2001